# 哈維嶺
70°59′S 65°18′E / 70.983°S 65.300°E
哈維嶺（英語：Harvey Ridge）是南極洲的山嶺，位於麥克羅伯特森地，處於哈斯基山以東4公里，屬於查爾斯王子山脈中阿拉米斯山脈的一部分，根據澳大利亞探險隊拍攝的空中照片繪入地圖，現時由南極條約體系管理。